# Structural Genomics Consortium
Structural Genomics Consortium (SGC) är ett icke vinstinriktat konsortium som bildades 2004 för att bestämma tre-dimensionella strukturer av proteiner som har medicinsk relevans och deponera dem i Protein Data Bank utan restriktioner. SGC har aktiviteter på universiteten i Oxford och Toronto samt Karolinska Institutet i Stockholm och finansieras av Wellcome Trust,  GSK, Novartis, Merck, Knut och Alice Wallenbergs Stiftelse, Vinnova och Stiftelsen för Strategisk Forskning.
Sedan starten har SGC deponerat över 800 proteinstrukturer från den lista av ~2,000 proteiner man i första hand inriktat sig på. Denna lista innehåller proteiner som i första hand har relevans för människans hälsa och sjukdomar, som till exempel proteiner associerade med diabetes, cancer och infektionssjukdomar som malaria.
SGC koncentrerar sin verksamhet till vissa proteinfamiljer såsom, dehydrogenaser, kinaser, 14-3-3 proteiner, ATPaser, RNA helicaser, protein tyrosin phosphataser, sulfotransferaser, poly-(adp-ribose)-polymeraser, histone demethylaser och methyltransferaser.  SGC är ett "open access" partnerskap mellan myndigheter, akademien och industrin - en ny modell för hur läkemedelsforskning kan bedrivas icke-kompetitivt för att generera potenta och selektiva farmakologiska inhibitorer eller aktivatorer av humana proteiner. Dessa reagens kommer att ställas till förfogande för all användning utan restriktioner.